# Розробка застосунків для мобільних пристроїв
Розробка застосунків для мобільних пристроїв — це процес, при якому застосунки розробляються для невеликих портативних пристроїв, таких як КПК, смартфони або телефони. Ці програми можуть бути встановлені на пристрій в процесі виробництва, завантажені користувачем з допомогою різних платформ для поширення або бути вебзастосунками, які обробляються на стороні клієнта (JavaScript) або сервера.

## Розробники застосунків у світі
У всьому світі існує безліч розробників. Це ринок з мільярдними оборотами, що швидко зростає.

## Середовища виконання
Android, iOS, BlackBerry, Open webOS, Symbian OS, Bada від Samsung, і Windows Mobile підтримують стандартні двійкові файли застосунків як на персональних комп'ютерах з кодом, виконує на процесорі певного формату (в основному використовується архітектура ARM). Windows Mobile може бути скомпільована для архітектури x86 для налагодження на ПК без емуляції процесора, а також підтримують формат Portable Executable (PE), пов'язаний з .NET Framework. Windows Mobile, Android, HP webOS і надають безкоштовні iOS SDK та інтегровані середовища розробки для розробників.

## Платформи для розробки
Кожна з платформ для мобільних застосунків має інтегровану середовище розробки, яка надає інструменти, що дозволяють розробнику програмувати, тестувати і впроваджувати програми на цільову платформу.
В таблиці зібрані відомості про розробки застосунків для кожного середовища.
| мова програмування                                         | Доступний зневаджувач                                                                                                   | Доступний емулятор | Доступне інтегроване середовище розробки | Платформи для розробки | встановлюваний пакет | вартість інструментів для розробки | |
| ---------------------------------------------------------- | --- | --- | --- | --- | --- | --- | --- |
| Adobe AIR                                                  | Action Script, HTML, CSS, JavaScript                                                                                    | Flash Builder, Flash Professional | iOS (iPhone, iPad, iPod touch), Android, BlackBerry | власний формат для кожної платформи | Flash Builder, Flash Professional — Доступні комерційні ліцензії, Adobe AIR SDK (command line tool) [Архівовано 30 вересня 2011 у Wayback Machine.] — безкоштовно | | |
| Airplay SDK (зараз Marmalade)                              | C, C++ | Visual Studio, XCode | Android, BlackBerry, BREW, iOS (iPhone), Maemo, Palm/webOS, Samsung bada, Symbian, Windows Mobile 6.x, OSX                                                             | власний формат для кожної платформи | Доступні комерційні ліцензії | | |
| alcheMo                                                    | Java | зневаджувач вбудовано в Visual Studio, Eclipse і XCode                                                                                | емулятор доступний у відповідних IDE | Visual Studio, Eclipse, XCode | Android, BREW, iOS (iPhone), Windows Mobile | власний формат для кожної платформи | Доступна комерційна ліцензія |
| Android                                                    | Java, частково C, C++, Delphi                                                                                           | вбудовані налагоджувачі Android Studio і Eclipse, доступне автономне налаштування                                                     | Android Studio, Eclipse, Проект Kenai — плагін Android для NetBeans, IntelliJ IDEA                                                                                     | Android | apk | безкоштовно, Delphi — доступна комерційна ліцензія                                                                                        | |
| AppFurnace                                                 | JavaScript | хмарна IDE | Android і iOS | власний формат для кожної платформи | безкоштовно для розробки, тестування й демонстрації. Платна публікація застосунку.                                                                                | | |
| Application Craft                                          | JavaScript, HTML5, CSS                                                                                                  | хмарна IDE | Android, iOS, Blackberry, Windows Mobile, Bada, WebOS, Symbian. | основано на хмарі/браузері | вільне і відкрите джерело | | |
| Appcelerator                                               | JavaScript | Так, в Titanium Studio, в наст. часі beta.                                                                                            | емулятор доступний в інструментах сторонніх виробників | внутрішній SDK | Android, iPhone, BlackBerry | власний формат для кожної платформи | ліцензія Apache 2.0, доступна комерційна ліцензія |
| Appception                                                 | HTML5, CSS, JavaScript                                                                                                  | хмарна IDE | Android | власний формат для кожної платформи | доступні безкоштовна і комерційна ліцензії | | |
| appMobi                                                    | JavaScript, CSS3, HTML5                                                                                                 | інтегровано в необхідну розробникам (VS, Notepad ++, VI)                                                                              | iOS, Android, HTML5 Web Apps, HTML5 Hybrid Apps | власний формат для кожної платформи | безкоштовно для розробки, платні хмарні сервіси | | |
| Aqua                                                       | C, C++, JavaScript | Visual Studio, XCode, Eclipse (середовище розробки)                                                                                   | Android, BlackBerry Playbook, iOS, Palm/webOS, Samsung bada, Windows Mobile 6.x, Windows Desktop                                                                       | власний формат для кожної платформи | доступні безкоштовна і комерційна ліцензії | | |
| Basic4android                                              | Visual Basic | Так | Android | apk | доступна комерційна ліцензія | | |
| BatteryTech                                                | C, C++ | власний емулятор для кожної платформи (iOS, Android…)                                                                                 | Eclipse, Visual Studio, XCode | Android, iOS (iPhone), Windows, OSX | власний формат для кожної платформи | доступна комерційна ліцензія | |
| Bedrock (зараз webMethods Mobile Designer)                 | Java | Eclipse | Java ME, Android, BREW, BlackBerry, Nintendo DS, iOS (iPhone/iPad), Palm/webOS, Sony PSP, Samsung bada, Symbian, Windows Mobile, Windows Phone 7, Windows Desktop, OSX | власний формат для кожної платформи | доступна комерційна ліцензія | | |
| BlackBerry                                                 | Java | зневаджувач вбудовано в IDE | Eclipse | BlackBerry | alx, cod | безкоштовно | |
| BREW                                                       | C; API надані на C з інтерфейсом у стилі C++.                                                                           | підтримка налагоджувача для цільового ARM кода. Можна використовувати Visual Studio для налагодження на x86.                          | Відсутній емулятор для ARM-коТак, є симулятор для тестування на x86.                                                                                                   | Visual Studio 6.0, Visual Studio 2003 .NET, Visual Studio 2005 | Компіляція у спеціальну версію BREW доступна на КПК. | OTA | Ключі для розробки вимагають Brew App Certification — щорічна плата VeriSign для сертифікованого розробника. ARM-компілятор BREW (доступний безкоштовний GNU C/C++, але з обмеженою функціональністю і підтримкою). вимагається тестувальний ключ BREW для розробки застосунків. |
| Canappi                                                    | mdsl | власні налагоджувачі для кожної платформи (iOS, Android…)                                                                             | власні емулятори для кожної платформи (iOS, Android…) | Eclipse, з плагіном mdsl, Apple Interface Builder і Balsamiq для графічного UI-дизайну | iOS, Android. | власне впровадження для кожної платформи.                                                                                                 | доступні вільна і комерційна ліцензії |
| CellSDK                                                    | C# | Visual Studio and MonoDevelop | Android, iOS and Windows Phone | власний формат для кожної платформи | доступні вільна і комерційна ліцензії | | |
| Celsius                                                    | Java | Eclipse | Java ME, Android, BlackBerry, iPhone, Symbian, Windows Mobile | власний формат для кожної платформи | доступна комерційна ліцензія | | |
| CloudPact                                                  | HTML, CSS, JavaScript                                                                                                   | хмарна IDE або завантажувана версія                                                                                                   | Android, BlackBerry, iPhone, Windows Mobile | OTA або власний формат для кожної платформи | безкоштовна обмежена trial-версія і планується Enterprise-версія                                                                                                  | | |
| CodenameOne                                                | Java | Netbeans, Eclipse (середа розробки)                                                                                                   | iOS (iPhone, iPad, iPod touch), Android, BlackBerry, WIN7, J2ME | власний формат для кожної платформи | вільне і відкрите джерело + платні хмарні сервіси | | |
| CoStore                                                    | мережевий drag-and-drop                                                                                                 | N/A | мережевий створювач застосунків | iOS, Android, HTML5 | власний формат впровадження або заснований на мережі | безкоштовна необмежена trial-версія; доступні комерційні ліцензії для впровадження.                                                       | |
| Corona SDK                                                 | Lua | Xcode | iOS, Android, NOOK Color | власний формат впровадження для кожної платформи | безкоштовна необмежена trial-версія; доступні комерційні ліцензії для впровадження.                                                                               | | |
| CrossMob [Архівовано 29 листопада 2021 у Wayback Machine.] | C, C++ | власний емулятор або OTA-тестування                                                                                                   | Visual Studio, Xcode | iOS, Android | OTA | вільна beta-версія | |
| DragonRAD                                                  | візуальні drag-and-drop-елементи                                                                                        | використовує сторонні емулятори | відповідний IDE | Android, BlackBerry, Windows Mobile | OTA | доступні вільна і комерційна ліцензії | |
| FeedHenry                                                  | HTML, CSS, JavaScript                                                                                                   | Studio включає повну IDE і плагін Eclipse.                                                                                            | Apple iPhone & iPad, Android, Windows Phone 7, Blackberry, Nokia WRT.                                                                                                  | власний формат для кожної платформи | вільна, професійна і планується Enterprise-версії | | |
| Fivespark                                                  | мережевий point-and-click редактор                                                                                      | Нема | відображається в браузері | мережевий створювач застосунків | Android, BlackBerry, iOS і Windows Phone 7 | HTML5 OTA | безкоштовно для розробки |
| GameMaker Studio                                           | Drag-and-Drop, GML (GameMaker Language)                                                                                 | Так | Так | вбудована IDE | Android, Apple iOS (iPhone, iPad), HTML5, Mac OS X, Windows | власний формат для кожної платформи | комерційна ліцензії |
| GeneXus for Mobile and Smart Devices                       | Представлення знань і декларативне програмування для простої розробки, код автоматично генерується для кожної платформи | Ні | Ні | відповідний IDE | Android, Apple iOS (iPhone, iPad), BlackBerry і HTML5 за бажанням                                                                                                 | власний формат для кожної платформи і також заснований на хмарі/браузері                                                                  | безкоштовно для проби, доступні комерційна і Enterprise ліцензії |
| Gideros Mobile                                             | Lua | Ні | відповідний IDE | iPhone, iPad, iPod Touch, Android | власний формат для кожної платформи | доступні безкоштовна і комерційна ліцензії                                                                                                | |
| Haxe NME (зараз OpenFL)                                    | Haxe | Нема | власний емулятор для кожної платформи (iOS, Android…) | FlashDevelop | iOS, Android, webOS, BlackBerry, | власний формат для кожної платформи | безкоштовна і відкрита |
| IBM Worklight                                              | HTML5, CSS і JavaScript                                                                                                 | поставляється з IDE | плагіни на Eclipse | Android, BlackBerry, iOS і Windows Phone 7 | власний формат для кожної платформи. | безкоштовна ознайомча версія, доступна комерційна ліцензія.                                                                               | |
| iOS SDK                                                    | Objective-C | зневаджувач вбудовано в Xcode IDE | в комплекті з iPhone SDK, інтегровано з Xcode IDE | Xcode | iPhone, iPad, iPod Touch | тільки через App Store, вимагає перевірки та затвердження Apple Inc.                                                                      | інструменти безплатні для заснованих на Intel Mac. тестування на симуляторі безкоштовне, встановлення на пристрій вимагає платний ключ розробника. |
| iOS SDK                                                    | Object Pascal, C++ | зневаджувач вбудовано в Xcode IDE | включено в Delphi XE2 professional і вище, C++ в C++ Builder XE6 | Embarcadero Delphi XE2, Embarcadero C++ Builder XE6 | iPhone, iPad, iPod Touch | тільки через App Store, вимагається огляд і схвалення Apple Inc.                                                                          | розробка вимагає заснований на Intel Mac і IDE на Windows. розробка на Windows, Компіляція і впровадження повинні виконуватись на Mac. тестування на симуляторі безкоштовно, встановлення на пристрій вимагає платний ключ розробника.                                           |
| IwGame Engine                                              | C, C++ | налагоджувачі Visual Studio / XCode                                                                                                   | Так, через Marmalade SDK емулятор | Visual Studio / XCode | iPhone, iPod і iPad, Android, Bada, Blackberry BBX (Playbook), Symbian, WebOS, Windows Mobile, Mobile Linux, LG-TV, Windows Desktop, Mac OS X                     | власний формат для кожної платформи. | безкоштовний і відкриті сирці, використовує Marmalade SDK - |
| Java ME                                                    | Java | доступний емулятор, Sun Java Wireless Toolkit [Архівовано 26 лютого 2009 у Wayback Machine.], mpowerplayer                            | Eclipse, LMA NetBeans Mobility Pack | багато з реалізацій VM мають помилки, що залежать від пристрою | Jad/Jar пакет; PRC файли в PalmOS | безкоштовно | |
| JMango                                                     | JMango | Нема | Нема | JMango Flash IDE | Java ME, Android, Bada, BlackBerry, iPhone, Windows Mobile 6, Windows Phone 7                                                                                     | власний формат для кожної платформи | безкоштовно |
| July Systems Mi™ Platform                                  | Java, HTML, Groovy, FreeMarker, JavaScript                                                                              | IDE — Eclipse з GUI Editor | iOS, Android, Blackberry, WP7, Mobile Web, HTML5, QT | власний формат для кожної платформи | доступна комерційна ліцензія | | |
| Kony                                                       | графічний Drag-and-Drop                                                                                                 | використовує власний емулятор для кожної платформи(iOS, Android, BlackBerry, Windows Phone 7)                                         | базуються на Eclipse | Android, BlackBerry, iOS, Java ME, Palm/webOS, Symbian, Windows Phone 7. підтримка мобільного веббраузера (WML через оптимізований для пристрою HTML5)                                                                                                 | власний формат для кожної платформи | доступна комерційна ліцензія | |
| Lazarus                                                    | Object Pascal | Так, можна налагоджувати в IDE через ActiveSync для Windows CE                                                                        | власний емулятор для кожної платформи | Lazarus IDE, включає інтегрований GUI-дизайнер і зневаджувач | Компільована мова програмування доступна для Windows CE, пристроїв на Linux, Symbian OS в розробці                                                                | власний формат для кожної платформи | безкоштовно |
| Macromedia Flash Lite                                      | ActionScript | поєднаний з IDE | Macromedia Flash MX2004/8, Eclipse | SIS / CAB впровадження або OTA/IR/Bluetooth SWF files | По-різному, безкоштовно але обмежено з MTASC | | |
| основані на Microbrowser                                   | XHTML (WAP 2.0), WML (WAP 1.2)                                                                                          | багато | багато | Стандартний рендеринг сторінок з посторінковим налаштуванням для різних браузерів. | Немає даних | безкоштовно | |
| Meme IDE                                                   | MemeScript | Перевірка надається в огляді проблем.                                                                                                 | Так, може бути інтегровано емулятор Android | Eclipse RCP | Android, Windows Mobile | власний формат для кожної платформи | безкоштовно для розробки |
| MobiFlex                                                   | графічний drag & drop.                                                                                                  | N/A | N/A | Web Portal | Android, iPhone | N/A | вільно тільки для розробки |
| MobileNationHQ                                             | візуальний paradigm/javascript                                                                                          | N/A | N/A, моментальне хмарне впровадження | інтегроване SaaS-середовище | Android, iPhone | N/A | вільна і комерційна ліцензії |
| Moscrif                                                    | JavaScript | N/A | постачається з Moscrif SDK | Вбудований SDK (Mono based) | Android, iOS (iPhone), Samsung bada, Symbian, Windows Mobile | власний формат для кожної платформи. | вільна і комерційна ліцензії |
| Mono for Android                                           | C# | Visual Studio 2005 і MonoDevelop | Android | власний формат для кожної платформи | | | |
| MonoTouch                                                  | C# | Visual Studio 2005 і MonoDevelop | iOS | власний формат платформи | | | |
| MoSync                                                     | C, C++, Lua, HTML5, CSS, JavaScript                                                                                     | Eclipse, Visual Studio 2005 і вище, MoBuild w/ текстові редактори                                                                     | Android, Java ME, Moblin, iOS (iPhone), Smartphone 2003, Symbian, Windows Mobile (Pocket PC), Blackberry (експериментально)                                            | SIS, CAB, JAD, JAR, APK, OTA | безкоштовно, GPL 2.0, безкоштовна підписка Indie; доступна комерційна підписка.                                                                                   | | |
| Toura Mulberry                                             | HTML5, CSS, JavaScript                                                                                                  | Ні, інструменти сторонніх виробників                                                                                                  | Ні, інструменти сторонніх виробників | Android, Apple iOS, Mobile Web | власний формат для кожної платформи, OTA. | безкоштовно | |
| NeoMAD                                                     | Java | емулятори сторонніх виробників | плагіни Eclipse і Netbeans | Java ME, Android, BlackBerry, Windows Phone 7, iOS (iPhone) і скоро Samsung bada | власний формат для кожної платформи | доступна комерційна ліцензія | |
| .NET Compact Framework                                     | C#, VB.NET, Basic4ppc                                                                                                   | безкоштовний емулятор, доступний вихідний код, також вбудовано в IDE                                                                  | Visual Studio 2008, 2005, 2003, Basic4ppc IDE | Windows Mobile, Windows CE, пристрою на Symbian з використанням сторонніх інструментів. | OTA файли CAB, ActiveSync | більшість інструментів безкоштовно, але вимагаються комерційні версії Visual Studio для графічного дизайну.                               | |
| NS BASIC/App Studio                                        | Visual Basic | Ні, тестування в браузерах Chrome або Safari                                                                                          | відповідний IDE | iPhone, iPad, iPad Touch, Android 2.1+ | Java Web App або власне впровадження з використанням Phonegap | доступні ознайомча версія і комерційна ліцензія.                                                                                          | |
| OpenPlug                                                   | ActionScript, XML | плагін OpenPlug ELIPS для Adobe Flash Builder                                                                                         | Android, iOS (iPad, iPhone, iPod Touch), Symbian, Windows Mobile | власний формат для кожної платформи | вільна і комерційна ліцензії | | |
| Palm OS                                                    | C, C++, Pascal | OS 1.0 — 4.1: безкоштовний емулятор, наданий PalmSource (Access); OS 5.0: — 5.4 Симулятори конкретних пристроїв надані Palm (palmOne) | Palm OS Development System (Eclipse), CodeWarrior, PocketStudio, HB++, Satellite Forms                                                                                 | Palm OS КПК, або Windows Mobile з емулятором StyleTap. | файли PRC, PalmSource-встановлювач (.psi) | безкоштовно (POSE або GCC для Palm OS), або платно (CodeWarrior), або різні платні фреймворки для швидкої розробки                        | |
| Particle SDK                                               | Java, ActionScript | плагін Eclipse з редактором GUI | Android, BlackBerry, iOS, webOS, і пристрою на Windows Phone 7 + Flash, HTML5 вебзастосунку                                                                            | власний формат для кожної платформи | вільна beta-версія. Буде доступна комерційна ліцензія. | | |
| PhoneGap                                                   | HTML, CSS, JavaScript                                                                                                   | Ні, сторонні інструменти. | Ні, сторонні інструменти. | iPhone, Android, Windows Phone, BlackBerry, Symbian, Palm | власний формат для кожної платформи | ліцензія MIT | |
| Python                                                     | Python | Add-on для Nokia Emulator | різні, включно з плагінами для Eclipse | Інтерпретована мова програмування, доступна тільки на Nokia Series60, але існують порти на інші платформи, включно з PalmOS | Sis впровадження з py2sis або можна використовувати Python Runtime                                                                                                | вільно | |
| Qt SDK                                                     | C++, QML | Qt Creator | Symbian, Maemo, MeeGo, Linux, Windows, Mac OS X, iOS, Android | власний формат для кожної платформи | вільна і комерційна ліцензії | | |
| RareWire — App Creation Studio                             | XML | хмарна IDE | iOS (iPhone, iPad, iPod touch), Android(скоро) | власний формат для кожної платформи | вільні розробка, тестування і демонстрація. Платна публікація. | | |
| Resco MobileForms Toolkit                                  | C# | Visual Studio | Windows Mobile (Pocket PC), Windows CE, Android, iOS, Smartphone | власний формат для кожної платформи | доступні безкоштовна і комерційна ліцензії | | |
| Rhomobile                                                  | Ruby з особливостями інтерфейсу HTML, що компілюється в застосунок для кожної платформи.                                | N/A, застосунки можуть запускатись на Win32 runner, або на емуляторі пристрою для платформ, що підтримуються.                         | xCode або Eclipse, за вимогою версії RhoHub, що включає повну IDE | iOS (вкл. 3.0)(iPhone, iPad), Windows Mobile 6.1 Professional, Mobile Windows 6.0 Standard, BlackBerry 4.6, 4.7, 5.0, 6.0 (BlackBerry 4.2 і 4.5 підтримується, але доступ до бази даних дуже повільний на цих пристроях), Symbian і Android 1.6 і вище | OTA, iOS через App store, .SIS, .CAB, .APK, .COD | Rhodes — безкоштовне і відкрите джерело з ліцензією MIT, RhoSync — GPL або комерційно. Доступна комерційна підтримка. Підписка на RhoHub. | |
| Smartface Platform                                         | Drag-and-drop інструменти і редагування дій                                                                             | Ні, не потрібен | Smartface Designer | Android, BlackBerry, J2ME, Symbian S60 | власний формат для кожної платформи. | ліцензія Community | |
| Stencyl                                                    | Drag-and-drop редактор, заснований на MIT Scratch, Objective-C                                                          | Xcode | iOS (iPad, iPhone, iPod Touch) | власний формат для кожної платформи | доступні безкоштовна і комерційна ліцензії для розробки. | | |
| Symbian                                                    | C++ | різні | Symbian | SIS впровадження | доступні безкоштовні і комерційні інструменти | | |
| Tiggzi Mobile App Builder                                  | мережевий візуальний редактор, HTML5, CSS, JavaScript, jQuery Mobile, PhoneGap                                          | Так, в спеціальному вікні налагодження.                                                                                               | не потрібен, тестування в браузері або на пристрої. | мережева IDE, можна експортувати в проект Eclipse або Maven. | Mobile Web (HTML/JS/CSS), iOS, Android, BlackBerry, Windows Phone 7                                                                                               | власний формат для кожної платформи або mobile Web (HTML/JS/CSS)                                                                          | безкоштовно і платна місячна підписка для розробки, доступні опції розміщення. |
| TotalCross                                                 | Java | Eclipse, TKN Mobile Studio для TotalCross                                                                                             | Android, BlackBerry, iOS (iPhone, iPad), Palm OS, Windows Mobile. Windows Phone 7, планується Symbian                                                                  | власний формат для кожної платформи (cab, jad, apk, pdb/prc, deb) | SDK — відкриті сирці і безкоштовно для розробки на desktop. VM для цільового пристрою повинна мати ліцензію                                                       | | |
| Unity                                                      | C#, JavaScript, Boo, інші мови, основані на .NET                                                                        | керування використовується для моделювання взаємодії пристрою перед завантаженням застосунку на пристрій.                             | Unity Editor, також працює з Visual Studio і MonoDevelop. | Android, iOS (iPhone/iPad), PC, Mac, desktop browser, XBOX360, PS3, Wii. BlackBerry Playbook, Nokia Symbian, Roku 2 і інші доступні через програму Union.                                                                                              | власний формат для кожної платформи. | безкоштовна і комерційна ліцензії для розробки.                                                                                           | |
| WebORB Integration Server                                  | C#, VB.NET, Java, PHP, ActionScript, JavaScript, Objective-C, XML                                                       | використовує емулятор для відповідних SDK.                                                                                            | працює з Eclipse, Visual Studio, intelliJ IDEA і Amethyst IDE | Android, iOS (iPhone/iPad), BlackBerry Playbook, Windows Phone7 | власний формат для кожної платформи. | безкоштовні ліцензії для розробки; Free and Commercial deployment licenses                                                                | |
| webOS                                                      | JavaScript, CSS, HTML, C and C++ through the PDK                                                                        | Eclipse | webOS, тільки Palm | OTA, webOS через App store, Web URL, Precentral, .ipk | безкоштовно | | |
| WinDev Mobile                                              | WLanguage | WinDev Mobile, Android DSK | Android, Windows Mobile | OTA, apk, файли CAB, ActiveSync | доступні комерційні ліцензії | | |
| Windows Mobile                                             | C, C++ | емулятор (доступні сирці), також вбудовано в IDE                                                                                      | Visual Studio 2010, 2008, 2005, eMbedded VC++ (безкоштовно), Satellite Forms                                                                                           | Windows Mobile, Windows FU, Windows CE | OTA, файли CAB, ActiveSync | доступні інструменти командної строки або eMbedded VC++, або Visual Studio (Стандартна версія або краще)                                  | |
| Windows Mobile                                             | Visual Basic Scripting Edition                                                                                          | eMbedded VB 3.0 | Windows Mobile, Windows CE | CAB, *.VB-файли | | | |
| Windows Phone                                              | C# | Доступний емулятор, поставляється з IDE                                                                                               | Visual Studio 2010 | Windows Phone | OTA, файли XAP | | |
| mobileFX Studio 7                                          | J2me, Java, HTML5, JavaScript                                                                                           | Так, WTK для J2me, інтеграція з налагоджувачем Chrome V8 для JavaScript                                                               | Так, WTK для BlackBerry SDK для J2me, браузери WebKit, iPhone, iPad і пристрою на Android для HTML5/JavaScript                                                         | mobileFX Studio 7 (Windows XP, Windows 7) | платформи PhoneGap і власні компілятори для J2me (BlackBerry, NOKIA S40/S60, SE JP7/8, Motorola, Samsung, LG, и т. д.)                                            | OTA (SMS), Bluetooth (OBEX), OTA (розміщення), QRCode-to-mobile                                                                           | безкоштовно |

## Тестування застосунків
Список інструментів тестування застосунків для мобільних пристроїв: [Архівовано 9 липня 2016 у Wayback Machine.]
- Емулятори
- Хмарні платформи пристроїв
- Автоматизоване відтворення скриптових тестів
- Навантажувальне тестування
- Манкітестінг
- Збирачі статистики

## Емулятори мобільних пристроїв
Спершу застосунок перевіряється в середовищі розробки з використанням емулятора. Після цього програма тестується на пристрої.
Емулятори є простим способом перевірити програму на мобільному телефоні, не використовуючи його фізично.
Нижче наведено список доступних інструментів для тестування застосунків серед найбільш популярних мобільних операційних систем:
- Google Android Emulator[2]

Android Емулятор запускається на Windows як окремий застосунок без необхідності повністю завантажувати і встановлювати Android SDK.
- Офіційний Android SDK Emulator[3]

Включає в себе емулятор мобільного пристрою, який реалізує всі апаратні та програмні особливості типового пристрою.
- MobiOne[4]

MobiOne Developer — це mobile Web IDE для Windows, допомагає розробнику програмувати, тестувати, налагоджувати, упаковувати і впроваджувати мобільні вебзастосунки на пристрої, такі як iPhone, BlackBerry, пристрої на Android і Palm Pre.
- TestiPhone[5]

Заснований на веббраузері симулятор для швидкого тестування вебзастосунків для iPhone. Працює з використанням Internet Explorer 7, Firefox 2 і Safari 3.
- iPhoney[6]

Надає точне середовище веббраузера, розроблена Safari. Може бути використана для розробки вебсайтів для iPhone. Не є емулятором iPhone. iPhoney запускається тільки на Mac OS X 10.4.7 і вище.
- BlackBerry Simulator[7]

Існує безліч офіційних емуляторів BlackBerry. З будь-яким з них можлива перевірка того, як ПЗ, екран, клавіатура пристрою будуть працювати з застосунком.

## Магазини застосунків
Різні ініціативи існують від мобільних операторів і від виробників. Розробники застосунків можуть пропонувати і публікувати свої програми в магазинах застосунків, з можливістю заробляти від розподілу доходів з продажів. Найбільш відомими є App Store від Apple, де тільки схвалені програми можуть поширюватися і запускатися на iOS пристроях (також відоме як walled garden), і Google Play, платформа, де можна завантажити аплікації для пристроїв на Android OS. HP / Palm також мають Palm App Catalog, де користувачі пристроїв на HP / Palm webOS можуть завантажувати застосунки безпосередньо з пристрою або відправити посилання на застосунок за допомогою унікального методу поширення. Мобільні оператори Telefonica Group і Telecom Italia запустили незалежний від платформи магазин застосунків для своїх абонентів. Виробник мобільних пристроїв Nokia запустив Ovi Store для смартфонів Nokia.